# Mobilitate de bază
Mobilitatea de bază (în neerlandeză Basismobiliteit) reprezintă un set de criterii pentru operarea minimală a transportului public într-o anumită zonă. Conceptul de mobilitate de bază pornește de la premiza că fiecare cetățean are dreptul de a se deplasa, indiferent dacă deține sau nu o mașină.

## În Flandra și Țările de Jos
Conceptul de mobilitate de bază în Regiunea Flandra este stipulat în Decretul privind Mobilitatea de Bază din 20 aprilie 2001. Acest decret le dă cetățenilor dreptul legal de a avea un control adecvat asupra transportului public. Decretul a fost amendat de Parlamentul Flamand în 2003 și 2009.
În Țările de Jos nu există o autoritate formală care să opereze transportul public, așa cum este De Lijn în Flandra, dar numeroase autorități publice provinciale sau metropolitane olandeze au standarde explicite pentru un control minimal asupra propriului transport public.

### Norme tipice în Țările de Jos
- fiecare concentrare de cel puțin 500 de locuitori trebuie să fie deservită de un serviciu regulat cel puțin din oră în oră;
- în zonele urbane, minim 95% din totalul adreselor trebuie să se afle la maxim 400 de metri de o stație de transport în comun;
- călătorii aflați în afara zonelor deservite de curse regulate trebuie să beneficieze de un Regiotaxi (serviciu la comandă); în Flandra aceste servicii sunt denumite Belbus[4];
- serviciul public de transport regulat sau la comandă este în general limitat în timp, spre exemplu între orele 07:00 și 23:00 în zilele lucrătoare;